# Goliad
Goliad é uma cidade localizada no estado norte-americano de Texas, no Condado de Goliad.

## Demografia
Segundo o censo norte-americano de 2000, a sua população era de 1975 habitantes.
Em 2006, foi estimada uma população de 2042, um aumento de 67 (3.4%).

## Geografia
De acordo com o United States Census Bureau tem uma área de
4,0 km², dos quais 4,0 km² cobertos por terra e 0,0 km² cobertos por água. Goliad localiza-se a aproximadamente 50 m acima do nível do mar.

## Localidades na vizinhança
O diagrama seguinte representa as localidades num raio de 44 km ao redor de Goliad.